# Asperuginoides
Asperuginoides, monotipični biljni rod iz porodice krstašica smješten kao jedini u tribus Asperuginoideae, dio je nadtribusa Arabodae. Jedina vrsta je Asperuginoides axillaris, jednogodišnja biljka raširena od zapadne Himalaje do Transkavkaza na zapad, i od Kazahstana na sjeveru na jug do Pakistana.

## Sinonimi
- Buchingera Boiss. & Hohen.; Diagn. Ser. I. 8: 29 (1849) non Schultz (1847)
- Buchingera axillaris Boiss. & Hohen.; Diagn. Ser. I. 8: 29 (1849)